# Station Babi Dół
Station Babi Dół is een spoorwegstation in de Poolse plaats Babi Dół. Het station werd in 1930 geopend.